# Amminapes
Amminapes (auch Manapis) war ein parthischer Adliger, der unter dem persischen Großkönig Artaxerxes III. in Ungnade fiel und sich als Exilant an den Hof Philipps II. von Makedonien begab. Dort lernte er wahrscheinlich den jungen Sohn Philipps II., Alexander den Großen, kennen. Später kehrte er wieder nach Persien zurück, da er sich gemeinsam mit dem persischen Satrapen Mazakes Alexander dem Großen bei dessen Einfall in Ägypten Ende 332 v. Chr. ergab und ihm das Nilland auslieferte. Wahrscheinlich hatte er aufgrund seiner promakedonischen Gesinnung Mazakes zu dieser Unterwerfung bewegt.
Der Historiker Arrian berichtet, dass Alexander der Große bei seinem nach dem Tod des Dareios III. erfolgten weiteren Vorstoß nach Osten Amminapes 330 v. Chr. in Parthien und Hyrkanien als Satrap einsetzte. Beide Satrapien wurden kurz darauf wieder an Phrataphernes zurückgegeben; es gibt jedoch keinen Hinweis, dass dies durch Fehlverhalten des Amminapes oder durch seinen Tod bedingt war. Über sein weiteres Schicksal ist nichts bekannt.

## Weblink
- Jona Lendering: Amminapes. In: Livius.org (englisch)